# Фердинандсхоф
Фердинандсхоф (нем. Ferdinandshof) — община в Германии, в земле Мекленбург-Передняя Померания.
Входит в состав района Иккер-Рандов. Подчиняется управлению Торгелов-Фердинандсхоф. Население составляет 2,9 тыс. человек (2009); в 2003 г. — 3,3 тысяч. Занимает площадь 47,20 км².
| Год  | Население |
| ---- | --------- |
| 1991 | 3985      |
| 1995 | 3660      |
| 2000 | 3468      |
| 2005 | 3182      |
| 2010 | 2869      |